# Chachoengsao
13°41′25″N 101°4′13″Ø / 13.69028°N 101.07028°Ø
Chachoengsao (ฉะเชิงเทรา) er hovedstaden i Chachoengsao-provinsen i det østlige Thailand. Befolkningen blev i 2009 anslået til at være 60.893.
Chachoengsao ligger ved floden Maenam Bang Pakong. Byen ligger 100 km øst for Bangkok.
Dyrkning af ris er den vigtigste levevej i i området, men der dyrkes også sukkerrør, soja og korn. Det er noget industrialiseret. 

## Historie og historiske bygninger
Byen blev grundlagt under kong Maha Chakrapat i 1549. Her blev mange personer til hæren uddannet. 
Et af stedets buddhistiske templer er Wat Sothon Wararam Woravihan, som blev restaureret i 1999. Templet går tilbage til Ayutthayatiden. Her er også en forgyldt Buddha i meditations position (Luang Po Sothon) som er 1,65 m.